# La Confusion des genres
Ne pas confondre avec l'épisode de la série Dr House : Confusion des genres.
Pour plus de détails, voir Fiche technique et Distribution.
La Confusion des genres est un film français réalisé par Ilan Duran Cohen, sorti en 2000. Il s'agit du deuxième long-métrage du réalisateur.

## Synopsis
Alain approche de la quarantaine, mais il ne sait toujours pas choisir, ni se définir, ni aimer. Il multiplie les ébauches d'aventures avec des partenaires des deux sexes et se cantonne, professionnellement, dans un rôle d'avocat de deuxième catégorie plaidant des affaires sans intérêt. Il travaille pour le cabinet de Laurence, vieille amie et froide « working girl », qui voudrait l'épouser. Tenté, Alain accepte de coucher avec elle pour tester leur entente. C'est un demi-échec. 
Par ailleurs, troublé par la beauté d'un de ses clients, Marc, condamné à perpétuité pour meurtre, Alain accepte la demande du détenu de harceler sa petite amie, Babette, pour qu'elle aille le voir en prison. Babette ne veut plus entendre parler de Marc. Par contre, un désir réciproque, et non-dit, s'installe entre elle et l'avocat. Pour lui, elle accepte de se rendre à la prison. L'entrevue est un désastre. 
Alain se marie finalement avec Laurence, enceinte de lui. Mais ils continuent à vivre séparément et Alain se met en ménage avec un jeune homme, Christophe. Au moment d'entamer une liaison avec Babette, Alain se dérobe. Celle-ci finira par se laisser séduire par un ex-détenu que Marc avait envoyé pour l'assassiner. Laurence accouche d'un petit garçon. Constatant son absence d'instinct maternel, elle propose à Christophe et Alain d'élever l'enfant.

## Fiche technique
- Titre : La Confusion des genres
- Réalisation : Ilan Duran Cohen
- Scénario : Ilan Duran Cohen et Philippe Lasry
- Musique : Jay-Jay Johanson
- Producteur : Didier Boujard
- Directeur de la photographie : Jeanne Lapoirie
- Monteur : Fabrice Rouaud
- Directeur de production : Thierry Baudrais
- Ingénieur du son Laurent Zeilig
- Mixeur Eric Tisserand
- Mixeur Williams Schmit
- Décorateur Françoise Dupertuis
- Costumes Barbara Kraft
- Maquilleur Maryse Maillard-Félix
- Assistant-réalisateur Brice Cauvin
- Monteur Fabrice Rouaud
- Script Bénédicte Kermadec
- Régie Claude Delfour
- Directeur de casting Marie-Sylvie Caillierez
- Directeur de casting Stéphane Foenkinos
- Photographe de plateau Jérôme Plon
- Société de production : Alta Loma Films
- Coproducteurs : Fugitive Productions, Studio Canal, UGC
- Société de distribution : Haut et Court
- Date de sortie : 27 décembre 2000
- Pays :  France
- Genre : comédie dramatique
- Format : 35 mm
- Durée : 94 minutes
- Catégorie : tout public

## Distribution
- Alain : Pascal Greggory
- Laurence : Nathalie Richard
- Christophe : Cyrille Thouvenin
- Marc : Vincent Martinez
- Babette : Julie Gayet
- Étienne : Alain Bashung
- Mère de Laurence : Bulle Ogier
- Mère d'Alain : Nelly Borgeaud
- Patricia : Valérie Stroh
- Marlène : Marie Saint-Dizier
- Karim : Malik Faraoun
- Père d'Alain : Michel Bertay
- Père de Christophe : Vincent Gauthier
- Patronne du salon de coiffure : Michèle Brousse
- Le bellâtre : Arnaud Vallens

## Nominations
Lors de la 26e cérémonie des César, Pascal Greggory est nommé au César du meilleur acteur et Cyrille Thouvenin à celui du meilleur espoir masculin.